# Manel Garcia Grau
Manel Garcia Grau   (Benicarló, 1962 - Castelló de la Plana, 5 de juny de 2006) fou un filòleg i poeta valencià. La seua obra anava adreçada a la pàtria i la llengua.
Fou investigador de la xarxa Teoria i Crítica dels Discursos Creatius, membre de l'associació CEDRO, de l'Associació Internacional de Llengua i Literatura Catalanes (AILLC) i de l'Associació d'Escriptors en Llengua Catalana (AELC). Col·laborà a les publicacions Avui, Levante, El Punt, Revista de Catalunya, Daina, Reduccions, Passadís, Diari de Balears, Cultura, L'Aiguadolç, Canelobre, Mediterráneo i Butlletí de la Societat Castellonenca de Cultura. Va morir el 2006 després d'una llarga malaltia.

## Obres

### Investigació i divulgació
- Poètiques i voluntats per a una societat perifèrica (1994)
- Polítiques (i) lingüístiques (1997)

### Narrativa
- Davall del cel (2006)
- El magma silenciós (2011) Pòstuma, junt Vicent Pallarés.

### Novel·la
- El Papa maleït: Una intriga novel·lística sobre el Papa Luna (2003)

### Poesia
- Quadern d'estances. Pròleg de Lluís Messeguer (1a ed.: Generalitat Valenciana, 1988; 2a ed.: Edicions de la Guerra, 1991) [Premi Miguel Hernández de poesia juvenil]
- La veu assedegada (Publicacions de la Biblioteca-Arxiu de Catarroja, 1989) [Premi Benvingut Oliver]
- Escenalls dels miratges. Il·lustracions de Sara Tato (Vila-real, 1989)
- Els noms insondables (Eliseu Climent, 1990) (Premi Vicent Andrés Estellés, 1990)
- Els signes immutables (Bromera, 1991)
- Llibre de les figuracions. Pròleg de Ferran Carbó (Magnànim, 1993)
- Mots sota sospita (Sinalefa, 1997)
- La ciutat de la ira (Set i Mig, 1998)
- Anatema (Bromera, 2001) Premi Ausiàs March
- Al fons de vies desertes (Edicions 62, 2002)
- La mordassa. Pròleg de Sebastià Alzamora (Perifèric, 2003)
- Constants vitals (Bromera, 2005) (Premi Roís de Corella)[3]
- Constants vitals (2006)

### Estudis literaris
- De Castelló a Ítaca : l'univers literari de M. Peris i Segarra (1997)
- Les suspicàcies metòdiques (2002)

## Homenatges
- Anualment, la Universitat Jaume I de Castelló de la Plana convoca el Premi de Poesia Manel Garcia i Grau.[4]
- La biblioteca municipal de Benicarló duu el seu nom.
- En Castelló, en el barri Raval Universitari està el CEIP Manel Garcia Grau.[5]